# Lemmleinite-K
La lemmleinite-K è un minerale appartenente al gruppo della lemmleinite.

## Etimologia
Il nome è in onore del mineralogista e cristallografo russo Georgii Glebovich Lemmlein (1901-1962).